# 小笠原克
小笠原 克（おがさわら まさる、1931年9月3日 - 1999年12月9日）は、日本近代文学研究者、文芸評論家。
北海道小樽市生まれ。北海道大学文学部卒。同大学院を経て、1961年藤女子大学助教授、のち教授。1962年、大炊絶の筆名で「私小説論の成立をめぐって」で第5回群像新人文学賞評論部門受賞。同年より『位置』を主宰、1968年、沢田誠一らとともに『北方文芸』を創刊、長く編集長の座にあった。伊藤整、小林多喜二など北海道出身の文学者のほか、野間宏など戦後文学を研究。1974年、北海道文化賞奨励賞受賞。
藤女子大学教授在任中に、小樽文学館長を兼務(『小林多喜二とその周圏』著者紹介)。
両職共に在任中に逝去。

## 著書
- 島木健作 明治書院 1965
- 昭和文学史論 八木書店 1970
- 《日本》へ架ける橋 北海道にて 辺境社・勁草書房 1972
- 近代北海道の文学 新しい精神風土の形成 日本放送出版協会 1973
- 伊藤整の青春 北書房 1975 (雪明りの叢書)
- 北海道風土と文学運動 北海道新聞社 1978.1
- 野間宏論 《日本》への螺階 講談社 1978.8
- 小樽運河戦争始末 朝日新聞社 1986.8
- 小林多喜二とその周圏  翰林書房 1998.10
- 久保栄 小笠原克評論集 吉井よう子編 新宿書房 2004.12
- 小笠原克・北方文芸編集長の仕事 佐藤梅子、坂井悦子編 坂井悦子 2006.12
- 小笠原克書誌　吉井よう子編、小笠原克書誌刊行会、2014.6

## 共編著
- 戦後の文学 亀井秀雄共編 桜楓社 1973
- 日本文学の中の<北海道> 立風書房 1983.7